# Fès

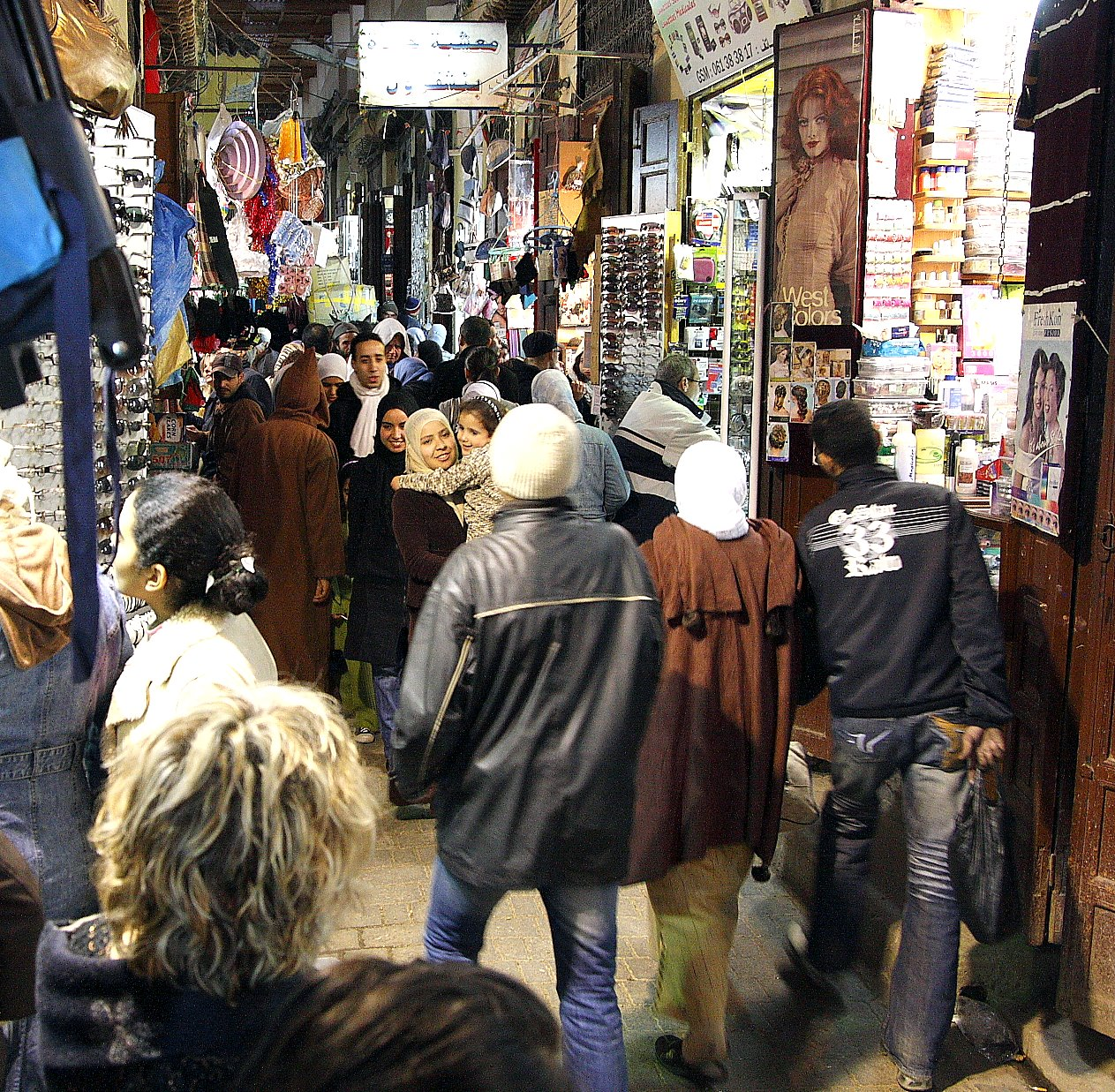
Handel i medinan i Fès.

Fès eller Fez (arabiska: فـاس, Fās, berberspråk: ⴼⴰⵙ, Fas) är en stad i Marocko, vid floden Oued Fès, strax innan den förenar sig med Sebou. Staden är det tredje största storstadsområdet i Marocko, efter Casablanca och Rabat. Den är administrativ huvudort för regionen Fès-Boulemane och hade cirka 1,1 miljoner invånare vid folkräkningen 2014.

## Staden
Oued Fès skiljer gamla staden, Fès el-Bali, i norr från den nyare Fès el-Jedid i sydväst. Båda stadsdelarna omges av murar och genomskärs av trånga och krokiga gator. I gamla staden ligger de viktigaste handelskvarteren, den heliga Mulaj Idris-moskén och den stora Qarawiyin-moskén med sina 14 portar, den äldsta i Afrika. I anknytning till denna ligger det berömda islamiska universitetet med samma namn, som grundades 859. Fès gamla stad är sedan 1981 upptaget på Unescos Lista över världens kultur- och naturarv.
I nya staden, som grundades på 1200-talet, ligger bland annat sultanens palats och en stor moské. Här ligger även det judiska kvarteret.
Den moderna staden, Ville Nouvelle, anlades av fransmännen utanför den gamla stadskärnan 1916. Här finns bland annat järnvägsstationen och de viktigaste industriområdena.

## Historia
Fès är den äldsta av Marockos fyra kungastäder (de övriga är Marrakech, Meknès och Rabat), och grundades cirka 789 av Idris I, ättling i fjärde led av kalifen Ali. Staden hade sin glansperiod på 1100-talet, då den hade cirka 400 000 invånare och räknades som muslimernas näst heligaste stad efter Mecka. Som marockansk huvudstad var staden på medeltiden en av de viktigaste i den muslimska världen, känd för sina skolor och byggnader. Universitetet i Fès undervisade bland annat i astronomi och filosofi, och många sökte sig hit, även från Sydeuropa.
På 1500-talet framstod Fès som islams västliga kulturcentrum, men mot slutet av århundradet började en nedgångstid som gjorde slut på stadens ledande ställning. På den här tiden hade Fès uppemot 800 moskéer, varav omkring 130 finns kvar än i dag.
Under ett uppror 1911 bad sultan Hafiz Frankrike om hjälp, och franska trupper ryckte in i staden. Traktatet i Fès 1912 ledde till upprättandet av protektoratet Franska Marocko.

## Näringsliv och kommunikationer
Fès är ett viktigt handels- och hantverkscentrum, med ett fördelaktigt läge där flera handelsvägar möts. Vattenföringen i Oued Fès tillåter också om sommaren en betydande konstbevattning, och omgivningarna runt staden är rika på olivlundar och fruktträdgårdar. Staden har bomulls-, ull-, tvål- och garveriindustri, och här tillverkas även bland annat livsmedel, mattor, lädervaror (marokäng) och vapen. Hantverk idkas också i staden; huvudbonaden fez har till exempel fått sitt namn av staden och färgades ursprungligen av bär från trakten kring staden.
Fès har en internationell flygplats (Fès-Saïss flygplats) och två universitet.